# 12171 Йоханнік
12171 Йоханнік (12171 Johannink) — астероїд головного поясу, відкритий 16 жовтня 1977 року.
Тіссеранів параметр щодо Юпітера — 3,347.